# Horodiște (Dondușeni)
Horodiște è un comune della Moldavia situato nel distretto di Dondușeni di 1.075 abitanti al censimento del 2004